# Парадайз-Гілл (Оклахома)
Парадайз-Гілл (англ. Paradise Hill) — місто (англ. town) в США, в окрузі Секвоя штату Оклахома. Населення — 73 особи (2020).

## Географія
Парадайз-Гілл розташований за координатами 35°36′26″ пн. ш. 95°4′23″ зх. д. / 35.60722° пн. ш. 95.07306° зх. д. (35.607361, -95.073085).  За даними Бюро перепису населення США в 2010 році місто мало площу 1,43 км², з яких 1,42 км² — суходіл та 0,01 км² — водойми.

## Демографія
Згідно з переписом 2010 року, у місті мешкало 85 осіб у 40 домогосподарствах у складі 30 родин. Густота населення становила 60 осіб/км².  Було 102 помешкання (72/км²).
Расовий склад населення:
| - 88,2 % — білих - 10,6 % — корінних американців |

До двох чи більше рас належало 1,2 %. Частка іспаномовних становила 0,0 % від усіх жителів.
За віковим діапазоном населення розподілялося таким чином: 11,8 % — особи молодші 18 років, 61,1 % — особи у віці 18—64 років, 27,1 % — особи у віці 65 років та старші. Медіана віку мешканця становила 48,5 року. На 100 осіб жіночої статі у місті припадало 112,5 чоловіків;  на 100 жінок у віці від 18 років та старших — 102,7 чоловіків також старших 18 років.
За межею бідності перебувало 5,5 % осіб, у тому числі 0,0 % дітей у віці до 18 років та 0,0 % осіб у віці 65 років та старших.
Цивільне працевлаштоване населення становило 31 осіб. Основні галузі зайнятості: освіта, охорона здоров'я та соціальна допомога — 29,0 %, публічна адміністрація — 22,6 %, роздрібна торгівля — 16,1 %, науковці, спеціалісти, менеджери — 12,9 %.